# Guldbaggegalan 1983
Den 19:e Guldbaggegalan, som belönade svenska filmer från 1982 och 1983, sändes från Blå hallen i Stockholms stadshus den 31 oktober 1983.

## Vinnare
| Högsta kvalitetspoäng                            | Bästa regi                             |
| ------------------------------------------------ | -------------------------------------- |
| - Fanny och Alexander (4,20)                     | - Ingmar Bergman – Fanny och Alexander |
| Bästa skådespelerska                             | Bästa skådespelare                     |
| - Kim Anderzon – Andra dansen - Malin Ek – Mamma | - Jarl Kulle – Fanny och Alexander     |
| Juryns specialbagge                              | Ingmar Bergman-priset                  |
| - Folkets Bio                                    | - Gunnar Björnstrand                   |